# Kościół św. Jana Ewangelisty w Pińczowie
Kościół św. Jana Ewangelisty w Pińczowie – kościół farny pw. św. Jana Ewangelisty usytuowany w centrum Pińczowa, na rogu Rynku. Wchodzi w skład dawnego zespołu klasztornego oo. paulinów. Pierwotnie gotycki, w XVII w. przebudowany w stylu manierystycznym. W latach 1551–1586 zbór kalwiński.

## Historia
Pierwotną świątynię wzniesiono w stylu gotyckim. Współcześnie zachowała się z niej kruchta zachodnia ze sklepieniem krzyżowo-żebrowym. Na zworniku sklepienia umieszczony jest herb Oleśnickich Dębno. Kościół przebudowano w XVII w. w stylu manierystycznym. Zachodnia fasada świątyni wybudowana w 1642 r. zwieńczona jest wczesnobarokowym szczytem. Kościół składa się z trzech naw i ma układ bazylikowy. Prezbiterium jest zamknięte półkoliście i nieco węższe i niższe od nawy. Od północy przylega do niego przybudówka, z zakrystią na parterze oraz dawną biblioteką i oratorium zakonnym na piętrze.
W latach 1720–1723 do południowej nawy dobudowano kaplicę Aniołów. Ma ona kształt kwadratu i jest przykryta kopułą z latarnią. Wewnątrz gotyckiej kruchty znajduje się późnorenesansowy nagrobek Anny z Łaszczów Juszczykowej oraz jej dzieci, z 1618 r. Sklepienia naw i prezbiterium kościoła pokryte są dekoracją stiukową. Późnobarokowe wyposażenie kościoła (w tym m.in. ołtarz główny i 9 ołtarzy bocznych) pochodzi z lat 40. XVIII w. W prezbiterium znajdują się popaulińskie stalle z XVII w. przyozdobione rzeźbami Chrystusa, Maryi i apostołów. Organy świątyni pochodzą z 1757 r., wykonał je Wojciech Szyplewski z Krakowa. Przed kościołem ulokowana jest barokowa dzwonnica z lat 1685–1691 z zachowanymi dzwonami gotyckimi, w tym z jednym ufundowanym przez biskupa Zbigniewa Oleśnickiego.
W drugiej połowie XVI wieku za sprawą Mikołaja Oleśnickiego Pińczów stał się ośrodkiem reformacji. Wówczas w roku 1551 paulini musieli opuścić miasto. Do paulinów kościół wrócił po tym jak w roku 1586 biskup krakowski Piotr Myszkowski wykupił miasto. W kościele pochowany jest Jan Łaski, pastor i teolog protestancki, działacz polskiej reformacji.

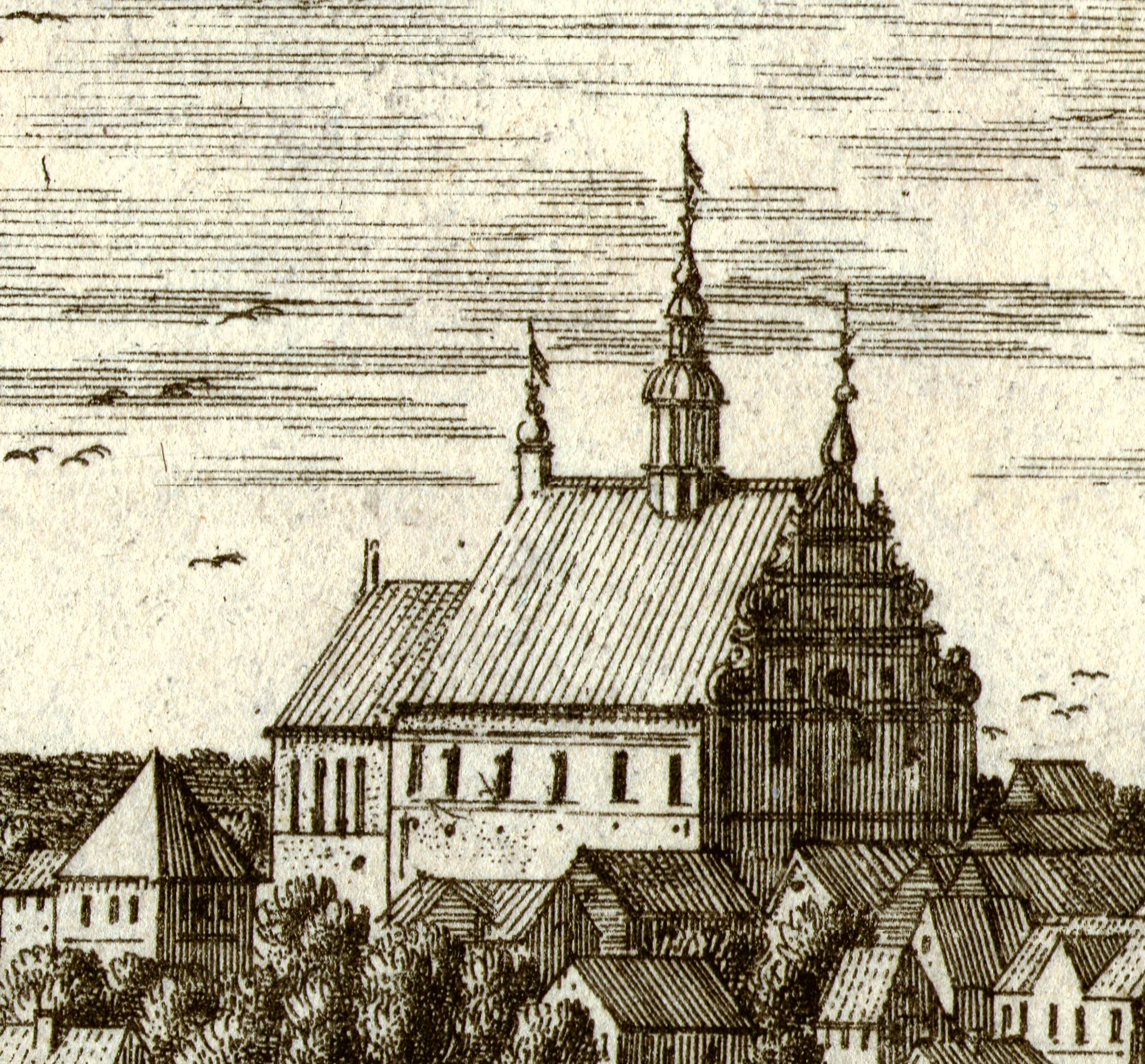
Kościół św. Jana Ewangelisty w Pińczowie w 1657 roku na miedziorycie według rysunku Erika Jönsona Dahlbergha
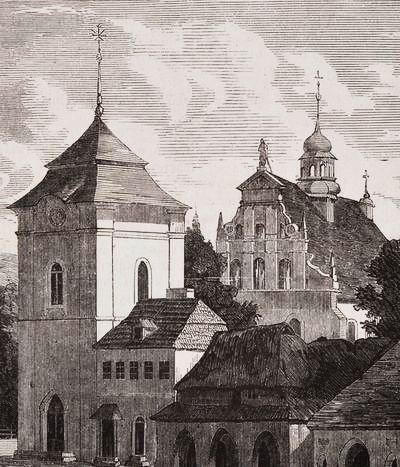
Widok na dzwonnicę i kościół św. Jana Ewangelisty w 1865 roku
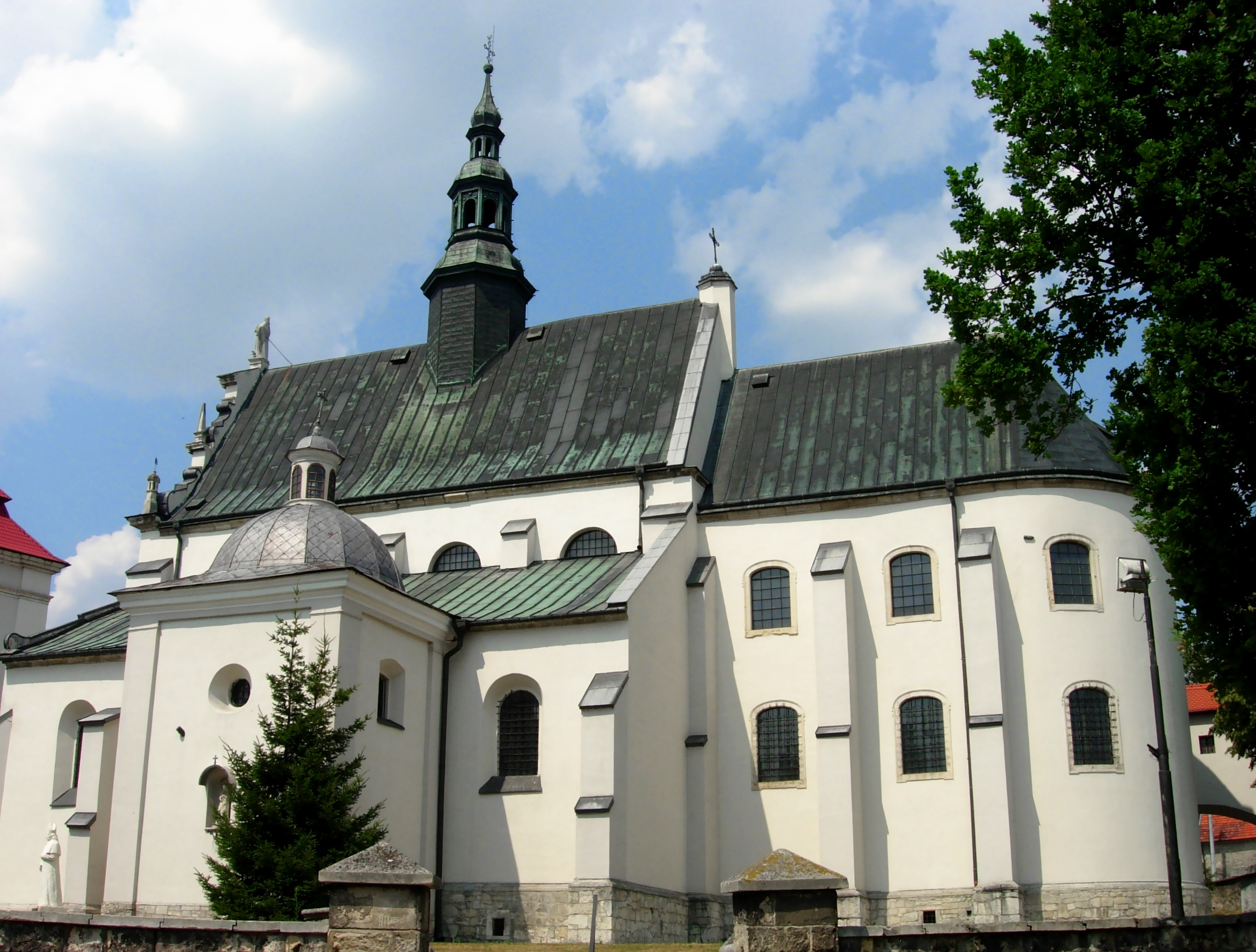
Kościół św. Jana Ewangelisty
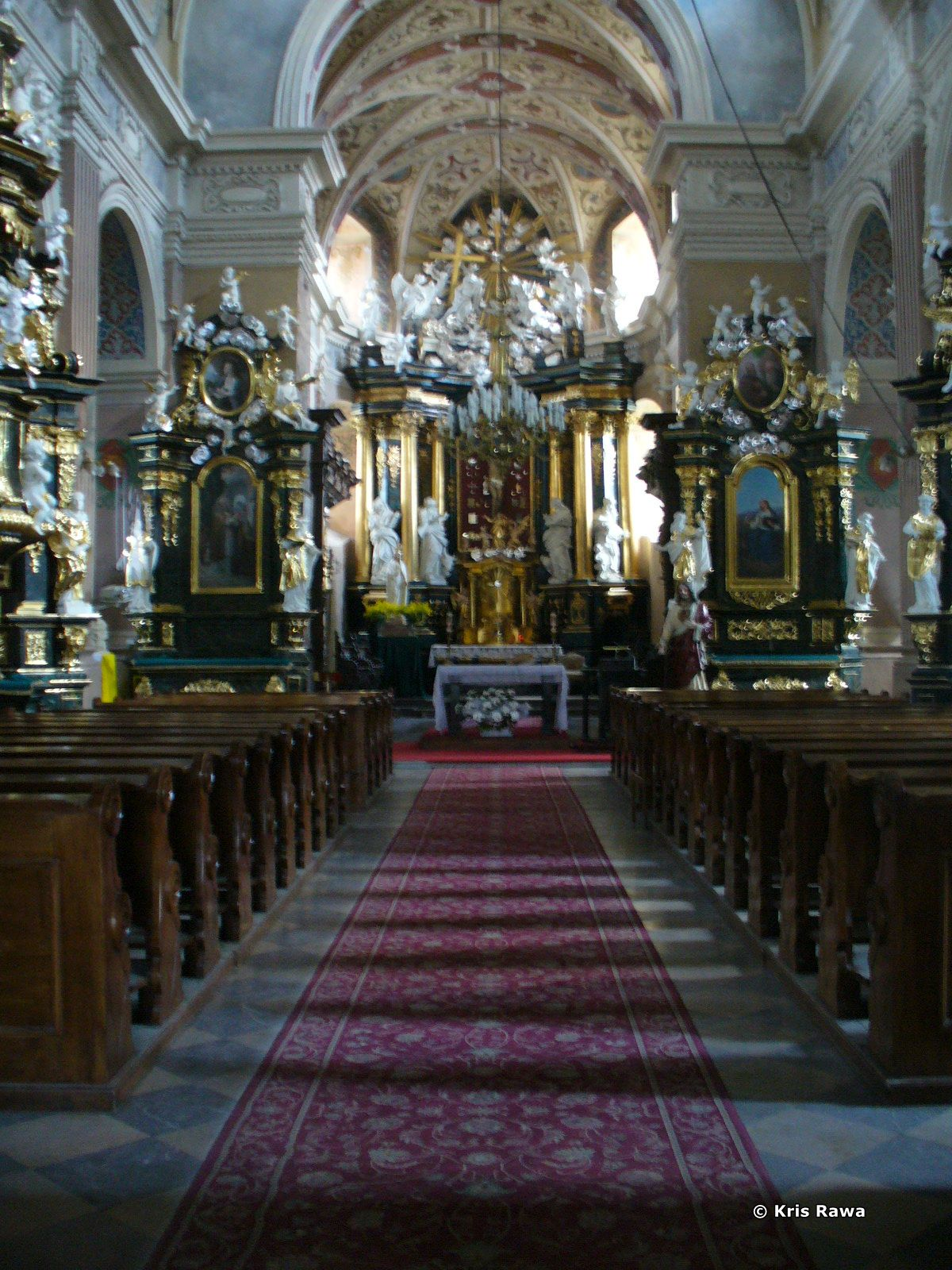
Prezbiterium w kościele św. Jana Ewangelisty w Pińczowie